# Гречанський Переїзд
Гречанський Переїзд — зупинний пункт Жмеринської дирекції Південно-Західної залізниці, розташований на дільниці Жмеринка — Гречани між зупинним пунктом Речовий Ринок (відстань — 1 км) і станцією Гречани (2 км). Відстань до ст. Жмеринка — 104 км.
Розташований у місті Хмельницькому.
Станом на 2021 рік жоден поїзд на зупинному пункті не зупиняється. Недалеко звідси розташована платформа «Речовий ринок». Там зупиняються приміські поїзди до станцій «Жмеринка», «Хмельницький», «Волочиськ» та інших. Також можна скористатися вокзалами «Хмельницький» і «Гречани».